# Miha Kürner
Miha Kürner (* 27. Februar 1987 in Ljubljana) ist ein ehemaliger slowenischer Skirennläufer. Seine Stärken lagen in den technischen Disziplinen Slalom und Riesenslalom sowie in der Kombination. Er gewann die Bronzemedaille in der Kombination bei den Juniorenweltmeisterschaften 2007, startete seit der Saison 2008/2009 im Weltcup und wurde 2010 Slowenischer Meister im Riesenslalom.

## Biografie
Kürner gewann im Jahr 2000 den Riesenslalom des Whistler Cups und fuhr erste FIS-Rennen im Dezember 2002. Von 2004 bis 2007 nahm er an vier Juniorenweltmeisterschaften teil. Seine besten Ergebnisse erzielte er 2007 in Zauchensee/Flachau: Er fuhr in allen vier Einzelrennen unter die schnellsten zehn und gewann damit in der aus den Zeiten von Slalom, Riesenslalom und Abfahrt errechneten Kombination die Bronzemedaille. Von 2005 bis 2007 gewann er fünf slowenische Juniorenmeistertitel. Im Europacup ist Kürner seit der Saison 2006/2007 regelmäßig am Start. Am 9. November 2007 fuhr er mit Platz sechs im Indoor-Slalom in der Skihalle von Landgraaf erstmals unter die schnellsten zehn. Während der nächsten vier Jahre blieb dies sein bestes Europacupresultat. Ein weiteres Top-10-Ergebnis erzielte er in dieser Zeit nur einmal, am 13. März 2009 mit Platz neun im Riesenslalom von Crans-Montana. Im März 2010 wurde er slowenischer Meister im Riesenslalom.
Im Weltcup ist Kürner seit November 2008 in den Disziplinen Slalom, Riesenslalom und seltener Super-Kombination im Einsatz. In seinem 16. Weltcuprennen, der Super-Kombination von Bansko am 27. Februar 2011, erreichte er mit Platz 19 seine beste Platzierung im Weltcup. Am 21. Dezember 2011 erreichte Kürner mit Rang zwei im City Event in St. Vigil/Kronplatz seinen ersten Podestplatz im Europacup. 13 Monate später, am 27. Januar 2013, feierte er im Slalom am Großen Arber seinen ersten Europacupsieg.

## Erfolge

### Juniorenweltmeisterschaften
- Bardonecchia 2005: 42. Abfahrt, 43. Super-G
- Québec 2006: 21. Super-G, 26. Riesenslalom
- Zauchensee 2007: 3. Kombination, 6. Slalom, 6. Super-G, 7. Abfahrt, 10. Riesenslalom

### Weltcup
- 1 Platzierung unter den besten 20

### Weltcupwertungen
| Saison  | Gesamt | Gesamt | Slalom | Slalom | Kombination | Kombination |
| Saison  | Platz  | Punkte | Platz  | Punkte | Platz       | Punkte      |
| ------- | ------ | ------ | ------ | ------ | ----------- | ----------- |
| 2010/11 | 140.   | 12     | -      | -      | 37.         | 12          |
| 2014/15 | 150.   | 2      | 55.    | 2      | -           | -           |

### Europacup
- 3 Podestplätze, davon 1 Sieg:

| Datum           | Ort          | Land        | Disziplin |
| --------------- | ------------ | ----------- | --------- |
| 27. Januar 2013 | Großer Arber | Deutschland | Slalom    |

### Weitere Erfolge
- Slowenischer Meister im Riesenslalom 2010
- 5-facher Slowenischer Juniorenmeister (Kombination 2005, Slalom und Riesenslalom 2006, Super-G und Abfahrt 2007)
- 9 Siege in FIS-Rennen